# 日宇村
日宇村（ひうむら）は、長崎県東彼杵郡の北西部にあった村。1927年（昭和2年）に佐世保市へ編入した。
現在の日宇地域、および本庁地区の一部にあたる。

## 地理
- 山：隠居岳、烏帽子岳、木場山
- 島嶼：倉島[2]
- 河川：日宇川、黒髪川、犬尾川、西竜川
- 港湾：日宇湾

## 沿革
- 1889年（明治22年）4月1日 - 町村制施行により、東彼杵郡 日宇村が単独村制にて発足。
- 1904年（明治37年）4月1日 - 福石免の一部を佐世保市に編入[3][4]。
- 1910年（明治43年） - 当村域に日本国有鉄道佐世保線の日宇駅が開業。
- 1927年（昭和2年）4月1日 - 東彼杵郡佐世村とともに佐世保市に編入し、日宇村は自治体として消滅。

## 地名
免を行政区域とする。日宇村は1889年の町村制施行時に単独で自治体として発足したため、大字は無し。
- 木場免（こば）
- 里免
- 崎辺免（さきべ）[5]
- 大塔免[6]
- 猫山免
- 福石免 - 1904年、一部を佐世保市に編入[3][4]。

なお、村内には上記6免の他に狩立免・菅牟田免・西之川内免・押福免・脇碕免・大野免・毛風免の名称が見られるが、いずれも明治期までに狩立免と菅牟田免が木場免に、西之川内免と押福免が里免に、脇碕免が大塔免に、大野免と毛風免が福石免にそれぞれ統合されている。

## 交通

### 鉄道
日本国有鉄道
- 佐世保線

（佐世保市） - 日宇駅 - （早岐町）
現在、旧村域には日宇駅のほか、1945年（昭和20年）に大塔信号場より駅に昇格した大塔駅が設置されている。

## 名所・旧跡
- 福石山清岩寺（福石観音）
- 五百羅漢
- 平戸往還 脇崎一里塚跡